# Prosopocera pulchra
Prosopocera pulchra là một loài bọ cánh cứng trong họ Cerambycidae.